# Berufsbildungsreife
Die Berufsbildungsreife ist in einigen deutschen Bundesländern der Erste Schulabschluss. Sie kann nach der 9. Klasse erworben werden. Die Bezeichnung wird in den Bundesländern Berlin und Brandenburg verwendet. In Bremen heißt sie Einfache Berufsbildungsreife, in Mecklenburg-Vorpommern und Rheinland-Pfalz ist die Bezeichnung Berufsreife üblich.
Abzugrenzen ist die Bezeichnung von der Berufsreifeprüfung bzw. Berufsmatura in Österreich, Schweiz und Liechtenstein, die eher dem Fachabitur bzw. Abitur in Deutschland entsprechen.